# Haplochromis riponianus
Haplochromis riponianus е вид лъчеперка от семейство Цихлиди (Cichlidae).

## Разпространение
Видът е разпространен в Танзания и Уганда.